# Брадек (Северна Дакота)
Брадек (енгл. Braddock) град је у америчкој савезној држави Северна Дакота.

## Демографија
По попису из 2010. године број становника је 21, што је 22 (-51,2%) становника мање него 2000. године.
| Група             | 2000.       | 2010.      |
| Белци             | 43 (100,0%) | 20 (95,2%) |
| Афроамериканци    | 0 (0,0%)    | 0 (0,0%)   |
| Азијати           | 0 (0,0%)    | 0 (0,0%)   |
| Хиспаноамериканци | 0 (0,0%)    | 0 (0,0%)   |
| Укупно            | 43          | 21         |